# Вафелирование

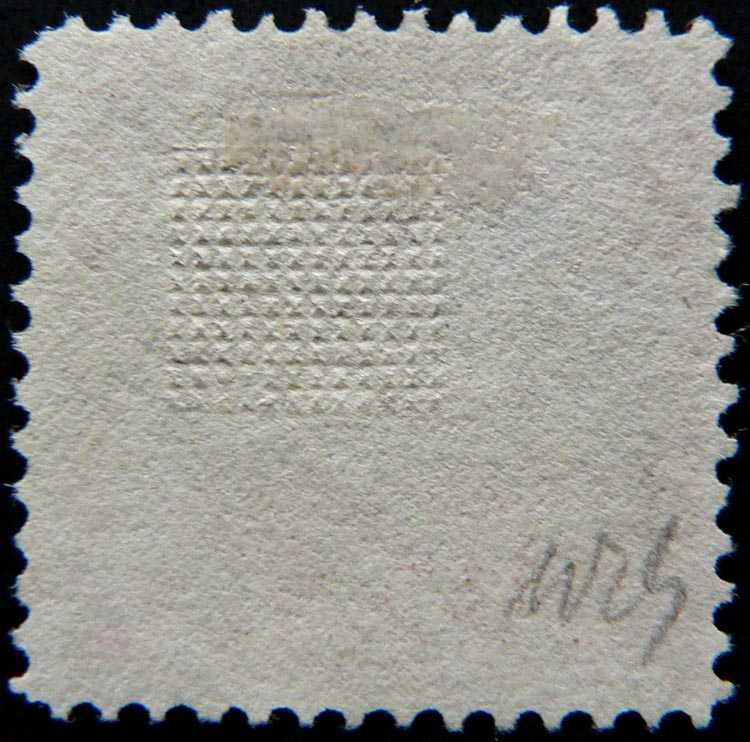
Вафелирование типа «G» на почтовой марке США выпуска 1869 г.

Вафели́рование на почтовой марке — специальное прессование бумаги готовых почтовых марок в виде узора из небольших углублений, предназначенное для защиты от фальсификации и для предотвращения повторного использования почтовых марок. Впрессованные в бумагу бесцветные пунктиры, решётки и т. п. были разработаны для того, чтобы способствовать лучшему впитыванию (прониканию) штемпельной краски волокнами штемпельной бумаги, что затрудняет смывание оттиска штемпеля.

## Вафелирование в США
Самыми известными (на самом деле, только основными) примерами вафелирования являются выпуски США конца 1860-х — начала 1870-х годов, когда вафелирование было типичным для всех почтовых марок США. Поэтому вафелирование остается предметом особого интереса только для американских филателистов. Несмотря на то, что многие виды вафелированных почтовых марок являются распространённым явлением, некоторые из типов вафелирования мало были в обращении и представляют собой некоторые из больших филателистических раритетов. В частности, почтовая марка номиналом 1 цент с вафелированием типа «Z» обычно упоминается как самая редкая из всех почтовых марок США (известны только два экземпляра), и ее обычно называют просто «Z-Grill» или Святым Граалем. Недавно обнаруженный выпуск с вафелированием, 30-центовая почтовая марка с вафелированием типа «I», может оказаться даже ещё более редкой, поскольку пока был обнаружен только один её экземпляр.
Идея вафелирования была впервые предложена Чарльзом Ф. Стилом (Charles F. Steel), супервайзером Национальной банкнотной компании, причём переписка на эту тему датируется 1865 годом. Целью вафелирования почтовых марок было нарушить целостность волокон бумаги почтовой марки. Это приводит к прониканию штемпельной краски в волокна бумаги, затрудняя её смывание и препятствуя повторному использованию марки для оплаты почтового сбора.
Первый опробованный тип вафелирования, который филателисты назвали вафелированием типа «А», наносился на всю поверхность почтовой марки. Обработанные таким образом марки были разосланы почтовым отделениям для тестирования в августе 1867 года и, по-видимому, результаты были удовлетворительными, поскольку Национальная банкнотная компания получила контракт, предусматривающий вафелирование всех почтовых марок. Однако на деле технология вафелирования в больших масштабах не была полностью отработана, и эта процедура значительно ослабляла марочные листы, что приводило к их разрыву во время перфорации и обычной обработки продукции. Национальная банкнотная компания вскоре переключилась на использование небольшого прямоугольного рисунка углублений, и все последующее вафелирование имело эту форму.
В контракте Национальной банкнотной компании не был указан конкретный вид рисунка вафелирования, поэтому он менялся по мере экспериментирования с оборудованием. Многие детали были утрачены для истории: в 1910-х годах филателист Уильям Л. Стивенсон (William L. Stevenson) предложил систему различения типов вафелирования и их буквенной идентификации. Более поздние исследования уточнили некоторые хронологические сведения.
Вафелирование типов «G», «H», «I» или «J» не обнаруживается на почтовых марках выпуска 1861—1868 годов, поскольку эта серия была снята с печати ещё до появления вафелирования. В выпуске 1869 года применялось только вафелирование типа «G», а в выпуске 1870 года использовалось вафелирование типов «H» и «I». Опасения повторного использования почтовых марок утихли к началу 1870-х годов, и вафелирование, похоже, незаметно было исключено из производственного процесса. Известно, что на некоторых почтовых марках Континентальной банкнотной компании (Continental Bank Note Company) (к которой перешла печать почтовых марок от Национальной банкнотной компании) было выполнено вафелирование типа «J» не далее как в 1875 году.
Типы вафелирования:

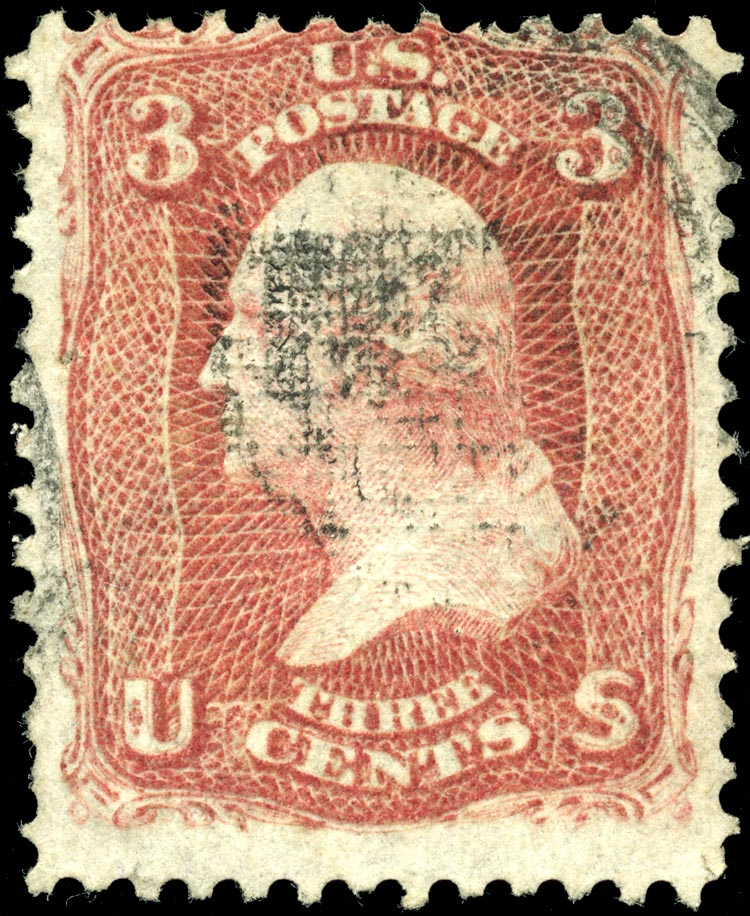
Вафелирование типа «F» на этой почтовой марке США 1867 г. заметно в виде сетки в штемпельной краске

- Вафелирование типа «А» — общее (первое экспериментальное вафелирование)
- Вафелирование типа «C» — точки вверху, 16-17 х 18-21 точек (второе экспериментальное вафелирование)
- Вафелирование типа «Z» — точки внизу, точки с горизонтальными выступами, 13-14 x 17-18 точек
- Вафелирование типа «D» — точки внизу, вертикальные выступы, 15 x 17-18 точек
- Вафелирование типа «E» — точки внизу, вертикальные или крестообразные выступы, 14 х 15-17 точек
- Вафелирование типа «F» — точки внизу, вертикальные или крестообразные выступы, 11-12 х 15-17 точек
- Вафелирование типа «B» — точки вверху, крестообразные выступы, 22 х 18 точек
- Вафелирование типа «G» — точки внизу, вертикальные выступы, 12 х 11-11,5 точек
- Вафелирование типа «H» — точки внизу, вертикальные выступы, 11-13 x 14-16 точек
- Вафелирование типа «I» — точки внизу, вертикальные выступы, 10-11 х 10-13 точек
- Вафелирование типа «J» — точки внизу, вертикальные выступы, 9-10 x 12 точек[6]

Наименее широко применяемыми из указанных рисунков (все связаны с выпуском 1861—1868 гг.) были вафелирование типов «B» и «C» (оба обнаружены только на трёхцентовых почтовых марках), вафелирование типа «D» (обнаружено только на почтовых марках номиналом 2 цента и 3 цента) и вафелирование типа «А» (встречается только на почтовых марках номиналом 3, 5 и 30 центов).
Самые редкие американские почтовые марки с вафелированием:
- Вафелирование типа «I» на марке номиналом 30 центов (1 уцелевший экземпляр — см. примечание ниже)
- Вафелирование типа «Z» на марке номиналом 1 цент (2 сохранившихся экземпляра)
- Вафелирование типа «Z» на марке номиналом 15 центов (2 сохранившихся экземпляра)
- Вафелирование типа «I» на марке номиналом 12 центов (2 сохранившихся экземпляра — см. примечание ниже)
- Вафелирование типа «I» на марке номиналом 90 центов (3 сохранившихся экземпляра — см. примечание ниже)
- Вафелирование типа «B» на марке номиналом 3 цента (4 сохранившихся экземпляра)
- Вафелирование типа «A» на марке номиналом 5 центов (4 сохранившихся экземпляра)
- Вафелирование типа «Z» на марке номиналом 10 центов (6 сохранившихся экземпляров)
- Вафелирование типа «A» на марке номиналом 30 центов (8 сохранившихся экземпляров)

Примечание. Учитывая, что интенсивное изучение вафелирования типа «I» началось совсем недавно, в будущем вполне могут быть обнаружены новые экземпляры перечисленных здесь выпусков с вафелированием типа «I».
Поскольку определённые рисунки типов вафелирования были запоздало признаны признаками отдельных коллекционных выпусков почтовых марок, то не каждой почтовой марке США с вафелированием был присвоен собственный индивидуальный номер в стандартном каталоге Скотта. Выпуски, идущие под общим номером, следующие: почтовая марка номиналом 3 цента с вафелированием типа «D», 85; шесть выпусков с вафелированием типа «Z», 85A-85F, выпуски с вафелированием типа «H», 134—144; выпуски с вафелированием типа «I», 134A-141A; 143A-144A. Кроме того, в каталоге Скотт перечислены почтовые марки с экспериментальным вафелированием типа «J» как второстепенные варианты (обозначенные маленькими буквами) выпусков без вафелирования: 156e, 157c, 158e, 159b, 160a, 161c, 162a, 163a, 165c, 179c.

### Вафелирование типа «B»
Известно, что существуют четыре почтовые марки США с рисунком вафелирования типа «B», все гашёные. Все они имеют номинал в три цента и указаны в каталоге Скотта под № 82. Все четыре марки были сняты с письма, отправленного в Пруссию. Марки изначально были погашены почтовым штемпелем г. Мейсон (штат Техас). После доставки в Германию (примерно 3 марта 1869 года), на них был поставлен оттиск немецкого штемпеля с транзитной датой. Конверт был обнаружен в 1969 году и вызвал споры на филателистическом рынке, поскольу некоторые выпуски гораздо более распространенного вафелирования типа «С» были частично стерты. Это произошло во время перехода вафелирования на использование вафелирования типа «C» вместо вафелирования всей площади марок типа «A». С тех пор никаких других почтовых марок с вафелированием типа «B» обнаружено не было, а одна из почтовых марок с упомянутого конверта была продана в 1993 году за 85 тысяч долларов США. Ещё одна марка с вафелированием типа «B» была опять продана в рамках аукциона Зелнером (Zoellner) в 1998 году (была представлена одноцентовая марка с вафелированием типа «Z»), и продана приблизительно за 155 тысяч долларов США. В 2008 году эта же марка была снова продана, на этот раз за миллион долларов.

## Вафелирование в Перу
Несмотря на то, что Национальная банкнотная компания прекратила печатать почтовые марки США после того, как была вытеснена Континентальной банкнотной компанией в 1873 году, вскоре она начала печатать почтовые марки для Перу по контракту, предусматривающему использование процесса вафелирования. Вафелирование трёх разных типов появляется на обычных почтовых марках Перу, выпущенных между 1874 и 1884 годами. На одном из этих перуанских типов вафелирования представлены горизонтальные выступы, которые характерны для американского вафелирования типа «Z», но перуанская версия меньше по размеру, размером 9×14 мм. Размеры двух других типов вафелирования составляют, соответственно, 11 x 15½ мм и 10×12 мм.